# Sohn (musicien)
Pour les articles homonymes, voir Sohn, Christopher Taylor et Taylor.
Sohn, stylisé SOHN (de son vrai nom Christopher Taylor) est un musicien, producteur et compositeur britannique de musique électronique,  originaire de Londres . Il vit actuellement à Vienne en Autriche. Après la sortie de son premier EP The Wheel EP sur le label Aesop, il signe en 2012 chez 4AD. Il sort le 7 avril 2014 son premier album, Tremors. En parallèle avec sa carrière solo, Sohn a déjà collaboré avec d'autres artistes, notamment BANKS, Lana Del Rey, Kwabs et Rhye.

## Carrière
Christopher Taylor est né dans le sud de Londres où il a premièrement appris à jouer du piano et de la guitare. Il déménage en 2012 à Vienne en Autriche, et vit actuellement à Los Angeles aux États-Unis.
Après quatre albums, Taylor met fin à son projet, qui a eu du succès, Trouble Over Tokyo, et en commence un autre, sous le nom de SOHN. En août 2010, il met en ligne deux chansons, Warnings et Oscillate, sur son compte SoundCloud. Un mois plus tard, un EP est annoncé par le label londonien Aesop. Par la suite, les chansons The Wheel et Red Lines sont également mises en ligne, recevant des critiques très positives,,. L'EP "The Wheel" sort le 5 novembre 2012 en téléchargement digital et en vinyle.
Le 19 avril 2013, le label 4AD officialise son contrat avec Sohn. Cette date coïncide avec la sortie du premier single sous le label 4AD, Bloodflows, que Pitchfork décrit comme « une performance vocale, le succès le plus puissant et triste de SOHN jusqu'à aujourd'hui » et GorrillaVsBear comme « simple mais hypnotisant avec un clip très efficace ». La chanson atteint même la 1re place du classement Amazing Radio le 12 mai.
Le 11 septembre 2013, la piste audio de Lessons est mise en ligne. Sortie en vinyle 12", le 25 novembre 2013, le clip qui l'accompagne est signé Olivier Groulx et est annoncé par le magazine Dazed & Confused.
Le premier album de SOHN, Tremors, sort dans la semaine du 7 avril 2014, avec comme premier single Artifice.

## Discographie

### Albums studio
| Année | Titre   |
| ----- | ------- |
| 2014  | Tremors |
| 2017  | Rennen  |
| 2022  | Trust   |

### EPs
| Année | Titre     |
| ----- | --------- |
| 2012  | The Wheel |

### Singles
- 2013: "Bloodflows" (4AD)
- 2013: "Lessons" (4AD)
- 2014: "Artifice" (4AD)
- 2014: "The Chase" (4AD)
- 2016: "Signal" (4AD)
- 2016: "Conrad" (4AD)
- 2016: "Rennen" (4AD)
- 2017: "Hard Liquor" (4AD)
- 2018: "Hue/Nil" (4AD)
- 2018: "Unfold" (Decca) (avec Olafur Arnalds)
- 2022: "Figureskating, Neusiedlersee" (4AD)